# Титик Пуспа
Тити́к Пу́спа (индон.  Titiek Puspa; 1 ноября 1937, Танджунг, Южный Калимантан — 10 апреля 2025, Джакарта) — индонезийская певица, композитор-песенник и актриса. Известная исполнительница популярных песен. Настоящее имя Сударвати Пуспо (индон.  Sudarwati Puspo).

## Краткая биография
После того, как в 1954 году победила в конкурсе индонезийского радио в Семаранге, была приглашена певицей в Джакартский студийный оркестр, в котором работала до 1962 года. Записала 13 альбомов и дисков (первая пластинка с песней «Незатухающая свеча» записана в 1955 году), снялась в восьми фильмах. Неоднократно выступала в президентском дворце. Псевдоним ей был предложен президентом Индонезии Сукарно. В 1960 году пела для Никиты Хрущёва, посетившего Индонезию с официальным визитом, песню «Подмосковные вечера», которую выучила на русском языке. Известна как автор более 400 песен (первая «История жизни» написана в 1963 году). Снялась также в 17 рекламных роликах и в нескольких опереттах на центральном телевидении (1990-е годы). В 2007 году в связи со своим 70-летним юбилеем подготовила гала-концерт «Неувядающие произведения легенды: 70 лет Титик Пуспа», в котором участвовали звёзды индонезийской эстрады и который почтил своим присутствием президент Индонезии Сусило Бамбанг Юдойоно. Две её песни «Бинг» (1973) и «Ночная бабочка» (1977) вошли в 2009 году в список индонезийской версии американского журнала Rolling Stone как лучшие индонезийские песни всех времён.
Умерла 10 апреля 2025 года в больнице Медистра в Сетиабуди, Южная Джакарта в возрасте 87 лет.

## Награды и премии
- Победитель конкурса индонезийского радио в Семаранге (1954)
- Бронзовый лауреат Всемирного фестиваля песни в Лос-Анджелесе (1984)
- Лауреат высшей музыкальной премии Индонезии BASF Award «За длительное служение музыке» (1994)

## Семья
Отец Тугено Пусповиджойо, мать Сити Мариам. Первый муж Зайнал Арди (Zainal Ardhy) (1957), диктор радио. Второй муж джазовый пианист Мус Муалим (Mus Mualim) (1935—1991). Двое детей от первого брака и двое — от второго.

## Наиболее известные альбомы
- История жизни (1963)
- Мама (1964)
- Бинг (1973)
- Ночная бабочка (1977)
- Ну и что (1982)
- Ура любви (1983)
- Вирус любви (1997)

## Фильмография
- Мина — деревенская девушка (1965)
- За сияющим светом (1976)
- Инем — сексапильная служанка (1976)
- Карминем (1977)
- Роджали и Джухела (1980)
- Девушка (1980)
- Ковбой в фиолетовом шёлке (1982)
- Ну и что (1983)